# Sint-Martinuskerk (Aldringen)

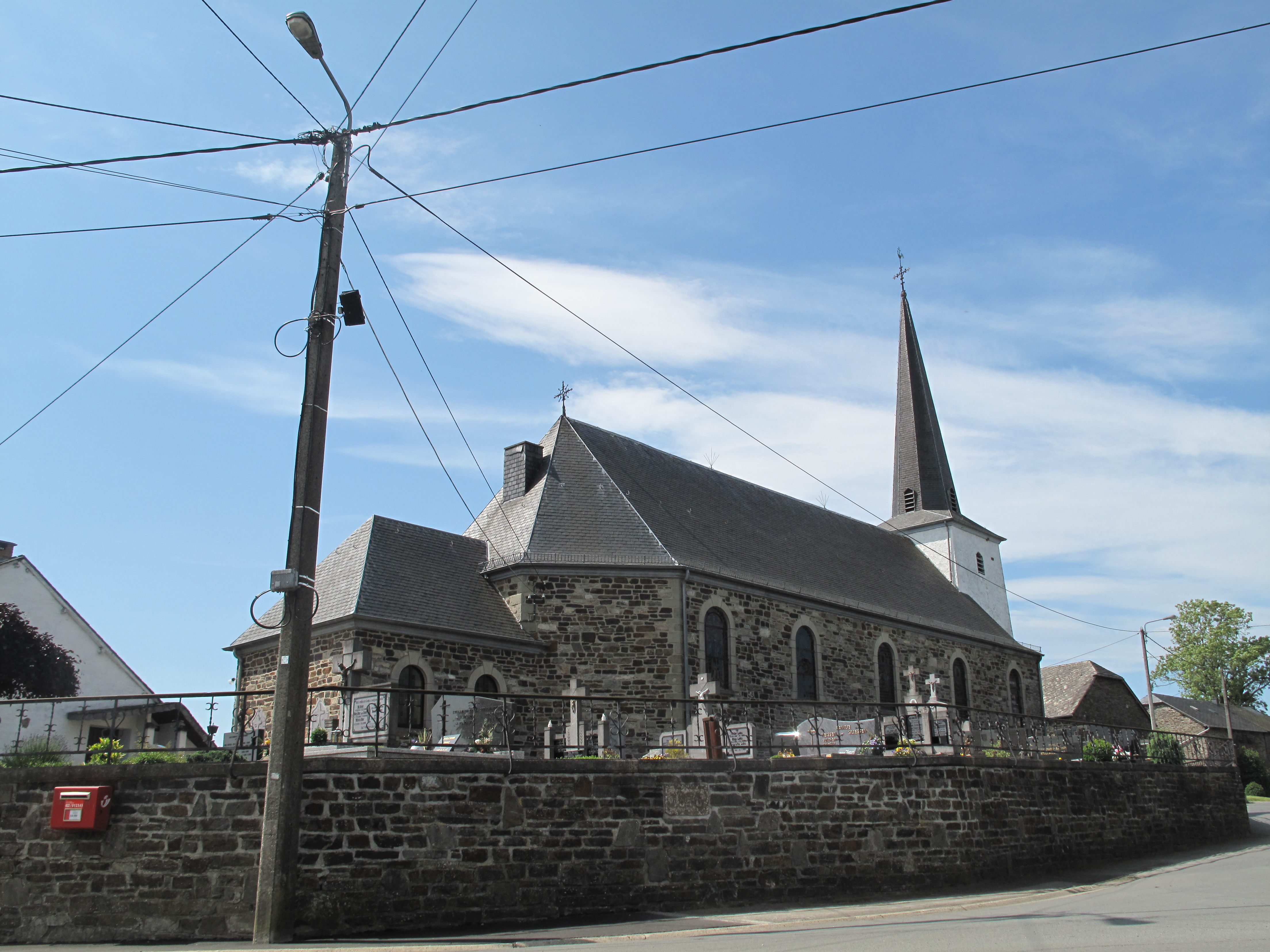
Sint-Martinuskerk

De Sint-Martinuskerk is de parochiekerk van de tot de Luikse gemeente Burg-Reuland behorende plaats Aldringen.

## Geschiedenis
Reeds in vroeger tijden zou er een kerk hebben gestaan in Aldringen, die mogelijk een tijdlang afhankelijk was van de parochie van Thommen en waarvan de parochie zich uiteindelijk heeft afgesplitst. In 1131 was er voor het eerst sprake van een schriftelijke bevestiging van het bestaan van een Ecclesia de Holdrehenge.
Tot 1620 vormde Aldringen samen met Maldingen en Beho een parochie. In 1620 splitste Aldringen zich hiervan af als zelfstandige parochie. Er was toen sprake van een gotisch kerkgebouw, dat echter in 1699 sterk werd gewijzigd. Het gebouw is opgetrokken in blokken schist.
In 1922 werd een sacristie bijgebouwd. In 1963 werd de kerk sterk gerenoveerd.
De kerk bezit een merkwaardig doopvont, dat rust op een Romeinse zuil uit de 2e eeuw.
De kerk wordt omringd door een kerkhof.